# Патриот (мемуары)
«Патрио́т» — мемуары российского политика и оппозиционного лидера Алексея Навального, которые он начал писать в 2020 году после отравления «Новичком» и продолжил работу над ними в заключении. О том, что Навальный написал книгу, его команда объявила вскоре после смерти политика в заключении. 22 октября 2024 года книга издана на 26 языках.
Печатная книга не доставляется в Россию и Беларусь, но доступна в электронном виде.
30 июля 2025 года Минюст России внёс книгу в реестр «экстремистских» материалов.

## Создание
Желание написать книгу Навальный объяснял, в том числе, вероятностью негативного сценария.
Пресс-секретарь Кира Ярмыш рассказывала, что основная работа над книгой велась с октября 2020 до января 2021 года, когда Навальный находился в Германии на реабилитации после отравления «Новичком». По её словам, обычно Навальный диктовал ей текст, так как самому ему из-за последствий отравления было сложно работать за компьютером.
После возвращения в Россию и ареста Навальный вёл тюремные дневники. Юлия Навальная отмечала, что в последние месяцы жизни в колонии её мужу выдавали ручку и бумагу всего на час, а затем и полчаса в день. Некоторые записи были изъяты охранниками, а после его смерти личные вещи не вернули родственникам и потому не известно, сколько дневников было утеряно в колонии.
Навальный описывал, что передача записей из колонии иногда напоминала операции из шпионских романов. Ему пришлось придумать план по передаче блокнотов с мемуарами во время судебных заседаний. Чтобы обмануть охранников, он подменивал их идентичными тетрадями, купленными специально для этой цели. Иногда проходило по полгода, прежде чем его записи оказывались на воле.

## Содержание
Книга состоит из двух частей. Первая, из 16 глав, — это автобиография. В ней Навальный рассказал о своём детстве, формировании политических взглядов, разочаровании в первом президенте России Борисе Ельцине, который упустил возможность для превращения страны в демократическую, знакомстве с будущей женой, вступлении в партию «Яблоко» и выходе из неё, о развитии карьеры независимого политика и преследовании со стороны российских властей. В книге описываются как хорошо известные события из жизни политика (президентская кампания, восстановление после отравления, арест в Шереметьево, голодовка в колонии), так и ранее неизвестные эпизоды из детства и молодости, повлиявшие на его мировоззрение.
Во второй части собраны тюремные дневники, в котором Навальный фиксировал быт в СИЗО и колонии, а также размышления на самые разные темы, «от французской литературы 19 века до Билли Айлиш». Первая запись в дневнике сделана 21 января 2021 года — спустя четыре дня после ареста, когда он вернулся в Россию после лечения в Германии. Далее в книге приводится большое количество практически ежедневных записей до апреля 2021 года, а также несколько из конца 2021-го и 2022 года. В книгу также включен манифест по преобразованию России, который включает «свободные выборы, конституционное собрание, децентрализацию и европейскую ориентацию». Последняя запись в мемуарах датирована 17 января 2024 года, за месяц до смерти.
В эпилог вынесена запись от 22 марта 2022 года — в ней Навальный, который в тот день получил ещё девять лет колонии строгого режима, размышляет о принятии худшего варианта событий и говорит о своей вере в Бога.

## Рецензии
Большинство рецензентов влиятельных западных изданий похвалили книгу. В основном, они обращали внимание на чувство юмора Навального, которое не покидало его ни после отравления, ни в заключении.
The New York Times написала, что книга в первую очередь раскрывает не политические взгляды Навального, а «его фундаментальную порядочность» и «жизнерадостный стоицизм в условиях, которые бы сломили менее сильного человека». Financial Times посчитала, что книга «хотя по определению и кажется незавершённой», в то же время является «лучшим примером неповиновения, мужества, юмора и любви Навального к стране, которая, как он верил, могла бы стать „прекрасной Россией будущего“». «Хотя он повествует о своём ужасном положении и одновременном погружении России во тьму с присущим ему остроумием, знание того, чем всё заканчивается, делает это чтение отрезвляющим».
Писатель и журналист Михаил Зыгарь подчеркнул разницу в тоне на протяжении всей книги, назвав первую часть лёгкой и юмористической, в то время как чтение тюремного дневника было ужасающим и тяжёлым, но оторваться от чтения было невозможно. Также Зыгарь сравнил книгу с Евангелием. «Оригинальное Евангелие было написано две тысячи лет назад Лукой, Марком, Матфеем и Иоанном. Для новой российской версии евангелисты не понадобились. Оттого читать его ещё страшнее. Это Евангелие от Мессии — книга о том, как человек осознанно идёт на смерть. По пути он терпеливо объясняет, зачем это делает, как к ней готовится — и как её победил». 
В первый же день после публикации книга возглавила топ американского и английского интернет-магазина Amazon, а позже вошла в список 351 книг, рекомендованных NPR. Российские власти и государственные СМИ проигнорировали издание.

## Издания и переводы
Книга опубликована 22 октября 2024 года в 36 странах (кроме России) на 26 языках, в том числе на русском. В США — издательством Knopf тиражом в полмиллиона экземпляров, в Великобритании — Bodley Head (издательство Penguin Books). Английская версия этой книги включает самые важные посты в Instagram, составленные по письмам Навального. На английский книгу перевели Арч Тейт и Стивен Далзил (Arch Tait, Stephen Dalziel).
- Alexei Navalny. Patriot: A Memoir (англ.). — Knopf, 2024. — 496 p. — ISBN 9780593320969.
- Alexei Navalny. Patriot (англ.). — Penguin Books, 2024. — 496 p. — ISBN 9781847927033.

В Германии книгу выпустило издательство Fischer. На немецкий язык книгу перевели Рита Граверт, Норберт Юрашиц и Карин Шулер. 
- Alexej Nawalny. Patriot: Meine Geschichte (нем.). — S. Fischer Verlag, 2024. — 560 S. — ISBN 3103976828.

## Радиопостановка
9 декабря 2024 года книга зачитана актёром Бенедиктом Камбербэтчем в эфире британской радиостанции BBC Radio 4.